# 英利镇
英利镇，是中华人民共和国广东省湛江市雷州市下辖的一个乡镇级行政单位。

## 行政区划
英利镇下辖以下地区：
英利社区、三元村、新村、那卜村、马禄村、曾家村、青桐村、武寮村、昌竹村、那停村、英利村、龙埚村、六角村、宾禄村、丁满村、三家村、潭龙村、红湖村、排寮村、迈炭村、英益村、英良村、潭典村、望楼村、田星村、三唱村、田头村和田丰村。

## 中国传统村落
2013年8月，青桐村被评为第二批中国传统村落。